# 蒂法尼·波特
蒂法尼·波特（英語：Tiffany Porter，1987年11月13日—），旧姓奥菲利（Ofili），美国、英国女子田径运动员，2012年世界室内田径锦标赛女子60米栏银牌得主、2013年世界田径锦标赛女子100米栏铜牌得主、2014年世界室内田径锦标赛女子60米栏铜牌得主、2016年世界室内田径锦标赛女子60米栏铜牌得主。